# Rave Master
Rave (яп. レ イ ヴ рейв), також відома під назвою Groove Adventure RAVE, — сьонен-манґа Хіро Масіми, яка виходила з 1999 по 2005 рік в журналі Weekly Shonen Magazine. Видано в 35 томах видавництвом Kodansha. У 2001—2002 роках за частиною манґи був знятий аніме-серіал.

## Сюжет
Сюжет починається з того, як головний герой, Хару Глорі, виловлює з води дивну істоту. Його старша сестра стверджує, що це — собака. Прогулюючись з новим супутником, Хару зустрічає старого Шібу, який вже п'ятдесят років ходить на самоті і шукає останки рейв — могутнього каменю, який допоможе йому знищити Демон Кардс (англ. Demon Cards корпорація, що використовує камінь Даркбрінґ (англ. Dark bring — несучий темряву). Пізніше з'ясовується що Шіба — це Майстер рейв, який знищив головний Даркбрінг п'ятдесят років тому, чим викликав потужний вибух, який знищив 10 % світу — Овердрайв (англ. Overdrive а то дивна істота — це плю, супутник і вірний друг Сіби. На Сібу нападають і він позбавляється сил Майстри рейв, які переходять до Хару. Хар
Аніме пропускає цю зав'язку, яка відбувається на острові Гараджа, проте вона показується по частинах, у вигляді спогадів Хару. Дії відразу починаються з континенту Пісні, де плю тікає від Хару, під час пошуків він зустрічає в казино Елі — дівчинку, пам'ятає тільки останній рік свого життя. Вона приймає плю за жука, хоча робить на нього ставку в собачих перегонах на виживання. Бачачи, які небезпеки вона піддає плю, Елі намагається втрутитися в цю гонку, але її випереджає Хару: він рятує плю і перемагає власника стадіону, члена Демон Кардс. Хару, Елі і плю починають діяти разом. Для поїздок Елі знаходить кучера гриф і «кінь» Тантімо, які теж являють собою дивні істоти, причому грифом поклоняється плю і називає його не інакше, як Плю- сама . Пізніше до головних героїв приєднується ватажок однієї з банд — Музика "Срібний Ритм"у обіцяє старому зібрати всі рейв і знищити Демон Кардс.

## Персонажі
Хару Глорі (яп. ハル·グローリー)
Головний герой, Майстер рейв, син Гейла Глорі — одного із засновників Демон Кардс. Народився на острові Гараджа, де і зустрів Сібу — першого майстра рейв. Відправився в подорож, щоб знайти свого батька. У бою користується Мечем десяти істин, яким надає різні форми.
Сейю: Томокадзу Секі
Елі (яп. エリー)
Так само відома, як Дівчинка 3173, Ріша Валентайн (англ. Resha ValentineResha Valentine). На початку дій манги — азартний гравець, дівчина, яка втратила пам'ять. Саме для того, щоб дізнатися, хто вона є, Елі починає подорожувати з Хару. Потім виявляється, що вона має велику силу — Етеріон, здатної створювати і руйнувати що завгодно. Цією ж силою володіла Ріша Валентайн, авторка рейв. Пізніше виявляється, що Елі і є Ріша.
Сейю: Аяко Кавасумі
Плю (яп. プルー)
Воїн рейв. Дивна істота, за твердженням Ріші — собака, а на погляд Елі — жук. Супроводжував Майстри рейв завжди, був разом з Сібой, коли трапився Овердрайв. Потім, через 50 років його виловив Хару у острова Гараджа, за цей час плю анітрохи не змінився. Любить солодощі і ненавидить пудинги.
Сейю: Гото Саорі
Музика «Срібний Ритм» (яп. ハムリオ·ムジカ)
голова банди з Вулиці Панков, нащадок знаменитого коваля Музики. Приєднався до Хару, Елі і Плю, щоб знайти Срібний Корабель. Є Володарем Срібла — може контролювати срібло, надаючи йому будь-які форми.
Сейю: Сетаро Морікубо
Грифф (яп. グリフォン加藤)
Раса не відома. Був названий глибоководною рибою, яка ходить по землі і має ноги і руки. При рубають удари не вмирає, навіть розрубаний на двоє. Через деякий час просто стає таким же, яким і був. Великий збоченець. Так само, як і плю ненавидить пудинги.
Сейю: Кацуя Сіга
Рубі (яп. ルビー)
З раси пінгвінів . Володіє літаючим казино, яке отримав від батька. Був дуже багатий, але потім втратив все через Дрю. У Далматин вивчив основи магії. Дуже вразливий і прямолінійний. Також він не розуміє, що його обманюють, навіть коли це очевидно. Його вік — 10 років.
Лет (яп. レット)
З раси драконів . Приєднався до Демон Кард і був одним з 5 палацових вартою, але принципово не користувався дарк брінгом, був переможений Хару і приєднався до нього в пошуках рейву. Ще раніше Джеган, один з «Орасьон Сейс», вселив йому, що його дівчина (Джулія) мертва, але після Років дізнався, що вона жива. Спочатку виглядав як помісь людини і рептилії, але потім став виглядати як людина.
Сейю: Муродзоно Такехіро
Джулія (яп. ジュリア)
З раси драконів . Є дівчиною Лета. При першій появі була в обличчя дракона, на якому пересувався по світу Джеган. З'являється тільки в манзі.